# Folcuin de Lobbes
Folcuin de Lobbes O.S.B., en latin : Folcuinus Lobiensis, est un moine du Xe siècle, né vers 935, mort le 16 septembre 990, d'abord moine de l'abbaye Saint-Bertin à Saint-Omer, ensuite, entre 965 et 990, supérieur de l'abbaye de Lobbes, dans le Hainaut, auteur d'ouvrages historiographiques.

## Biographie
C'est un personnage qui a été longtemps mal cerné : on distinguait anciennement le moine « Folcuin de Saint-Bertin » et l'abbé « Folcuin de Lobbes ». L'identité des deux a été établie notamment par Oswald Holder-Egger, l'éditeur des Gesta abbatum Sithiensium dans la collection Monumenta Germaniæ Historica.
Folcuin était un descendant de Charles Martel par Jérôme, fils naturel de celui-ci. Son homonyme Folcuin, fils de Jérôme, évêque de Thérouanne de 817 à 855, inhumé dans l'abbaye Saint-Bertin et canonisé, était son arrière-grand-oncle. Les biens de la famille se trouvaient dans le diocèse de Liège. Ses parents, nommés Folcuin et Thiédala, le confièrent comme oblat à l'abbaye Saint-Bertin le 2 novembre 948. Il s'y consacra à l'étude, et y fut ordonné diacre en 961. C'est dans les années 961/962 que, sur l'ordre de l'abbé Adolphe (Adalolfus), il composa les Gesta abbatum Sithiensium. Il est ensuite appelé dans son diocèse natal par Éracle, évêque de Liège, qui lui confie la direction de l'abbaye de Lobbes, faisant ratifier sa décision par les moines, et le jour de Noël 965, à Cologne, en présence de l'empereur Otton Ier, âgé seulement de trente ans environ, il est ordonné abbé par Enguerrand (Ingelramnus), évêque de Cambrai. Il eut quelques démêlés avec sa communauté et avec Rathier de Vérone, chassé de son diocèse et qui briguait son poste, soutenu par une partie des moines : en 971, l'évêque Éracle poussa Folcuin à la démission et installa Rathier à sa place, mais il mourut peu de temps après, et son successeur Notger rétablit Folcuin après un an de disgrâce. C'est à Lobbes que Folcuin, à la demande de Gautier, abbé de Saint-Bertin, écrivit une Vie de son parent Folcuin de Thérouanne, et vers l'an 980 les Gesta abbatum Lobiensium. À sa mort, il fut inhumé dans l'église abbatiale de Lobbes.

## Œuvre
Avant Folcuin, le genre des Gesta abbatum était déjà représenté par les Gesta abbatum Fontanellensium (racontant l'histoire de l'abbaye Saint-Wandrille de Fontenelle de sa fondation en 649 jusqu'en 845). Pour l'abbaye Saint-Bertin, le récit de Folcuin va de la fondation en 645, sous l'impulsion d'Audomar (ou saint Omer), évêque de Thérouanne, jusqu'à la fin de la rédaction du texte en 962 ; pour l'abbaye de Lobbes de la fondation du premier sanctuaire par saint Landelin en 638 jusqu'en 980. Il s'agit de récits chronologiques organisés suivant la succession des abbés, avec au fur et à mesure la citation ou mention des chartes et actes établissant le statut, les possessions et les privilèges de l'établissement, mais aussi le compte-rendu des principaux événements contemporains : donc le mélange d'un cartulaire et d'une chronique historique.
Les Gesta abbatum Sithiensium ont été continués bien plus tard par Simon de Gand († 1148), qui fut abbé de Saint-Bertin de 1131 à 1137 (déposé), et qui d'abord, étant simple moine, fit une suite allant de 1021 à 1095 ; ensuite, après sa déposition, une autre allant jusqu'en 1145. Dans son prologue il se réclame de l'exemple de Folcuin, reprochant aux moines de la génération suivante d'avoir laissé se perdre les documents relatifs aux mandats de six abbés (d'Adolphe jusqu'à l'avènement de Roderic en 1021). Il y a une autre suite anonyme allant jusqu'en 1187.

## Édition
- Gesta abbatum Sithiensium, éd. Oswald Holder-Egger, in Monumenta Germaniæ Historica, Scriptores XIII, p. 600-635.
- Gesta abbatum Lobiensium, éd. Georg Heinrich Pertz, in Monumenta Germaniæ Historica, Scriptores IV, p. 52-74.
- Vita Folcuini episcopi Morinensis, éd. Oswald Holder-Egger, in Monumenta Germaniæ Historica, Scriptores XV, p. 423-430. Centre Traditio Litterarum Occidentalium, Brepols, Turhout, 2010.